# دنیای فراری
دنیای فِراری (به عربی: عالم فيراري) (به انگلیسی: Ferrari World) شهربازی در جزیره یاس شهر ابوظبی، امارات متحده عربی است که با درون‌مایه فراری ساخته شده است. دنیای فراری بزرگ‌ترین پردیس موضوعی جهان می‌باشد. مساحت این شهربازی ۲۰۰،۰۰۰ مترمربع (۲،۱۵۲،۷۸۲ فوت‌مربع) است. دنیای فراری در ۴ نوامبر ۲۰۱۰ (‎۱۳ آبان ۱۳۸۹ ه. ش) گشایش یافت.
این پارک دارای سریع‌ترین ترن هوایی (رولِر کوستِر) جهان است. نام این ترن هوایی فرمولا رسا است.

## مشخصات فنی
محوطه ی ۸۶۰۰۰ متر مربعی فراری ورلد می تواند ۷ زمین فوتبال را به راحتی در خود جای بدهد.
با مقدار آلومینیومی که در سقف ۲۰۰۰۰۰ متر مربعی فراری ورلد بکار رفته است می توان ۱۶۷۵۰ اتومبیل فراری را پوشاند.
اگر سقف فراری ورلد را صاف روی زمین پهن کنید، می توانید ۲۰۱۰۰ اتومبیل فراری را در کنار هم روی آن بچینید.
اگر فراری ورلد ابوظبی را به صورت عمودی قرار دهید، بلند ترین سازه ی ساخته ی دست انسان خواهد بود.
لوگوی فراری روی سقف، بزرگترین در نوع خود است. این لوگو ۶۵ متر طول دارد و مساحت ۳۰۰۰ متر مربع را می پوشاند، که تقریبا به اندازه ی ۷ زمین بسکتبال است.
حجم بتن بکار رفته در سد هوور ، به راحتی در فراری ورلد ابوظبی جای می گیرد.
در زیر بنای فراری ورلد ابوظبی ۱۰۰۰۰۰ متر مکعب بتن بکار رفته است، که این مقدار ۱۰۰۰۰ متر مکعب بیشتر از بتن بکار رفته در استادیوم ومبلی لندن است.
سازه ی فضاکار سقف فراری ورلد، با داشتن حدود ۱۷۲۰۰۰ شاخه و ۴۳۱۰۰ گره، در نوع خود بزرگترین در دنیا است. 
فراری ورلد ابوظبی به ۱۲۳۷۰ تن فولاد برای ساخت نیاز داشت. برج ایفل تنها به ۷۰۰۰ تن نیاز داشت.
مجموع مساحت زمین عمومی های این پارک، معادل تقریبا ۱۵ زمین فوتبال آمریکایی است.
در ۱۴ ماه مدت زمانی که طول کشید تا سقف ۲۰۰۰۰۰ متر مربعی فراری ورلد بنا شود، می توان ساختمان امپایر استیت را از اول بازسازی کرد.
شدت نیروی گرانشی که در فرمولا روسا، سریع ترین چرخ و فلک دنیا احساس می شود، مانند این است که در یک اتوموبیل فرمول یک که با حداکثر سرعت حرکت می کند ترمز کنید.
بل-ایتالیا بیش از ۴۰۰۰۰ درخت مینیاتوری را در این پارک به نمایش گذاشته است.
فراری ورلد ابوظبی دارای ۱۲۰۰ میز و صندلی شام خوری می باشد، که این تعداد برای سرویس دهی به کل پارک با ظرفیت پر، در عرض ۳ ساعت، کافی است.

## امکانات
در این مجموعه چند موزه فراری و فروشگاه وسایل با برند فراری و بازی‌های شبیه‌ساز رانندگی با ماشین های فراری موجود است.
بازی‌های مجموعه برای گروه‌های سنی متفاوت طراحی شده‌اند که بازی‌ها بر اساس قد افراد دسته‌بندی می‌شوند.
- بازی برای افراد زیر ۱۲۰ سانتی‌متر قد
- بازی‌ها برای افراد با قد میان ۱۲۰ تا ۱۹۵ سانتی‌متر

## رکوردهای جهانی
- بزرگ‌ترین شهربازی موضوعی جهان. (موضوع فراری)
- بزرگ‌ترین شهربازی سرپوشیدهٔ جهان با مساحت ۲۰۰،۰۰۰ مترمربع. (۲،۱۵۲،۷۸۲ فوت‌مربع)
- دارای سریع‌ترین ترن هوایی جهان به نام «فرمولا رسا» که سرعتش به ۲۴۰ کیلومتر بر ساعت می‌رسد.
- بزرگ‌ترین آرم شرکت فراری (در اندازهٔ ۶۵ در ۴۸٫۵ متر) که تاکنون در جهان ساخته شده‌است.

## سایر موارد
هزینهٔ ورود به مجموعه در سال ۲۰۱۴ به شرح زیر بود:
- کودکان و افراد بزرگسال بالای ۱۲۰ سانتی‌متر قد ۲۴۰ درهم
- کودکان زیر ۱۲۰ سانتی‌متر قد ۱۹۰ درهم
- کودکان زیر ۳ سال مجانی

ورود اغذیه و نوشیدنی به مجموعه ممنوع می‌باشد.

## نگارخانه

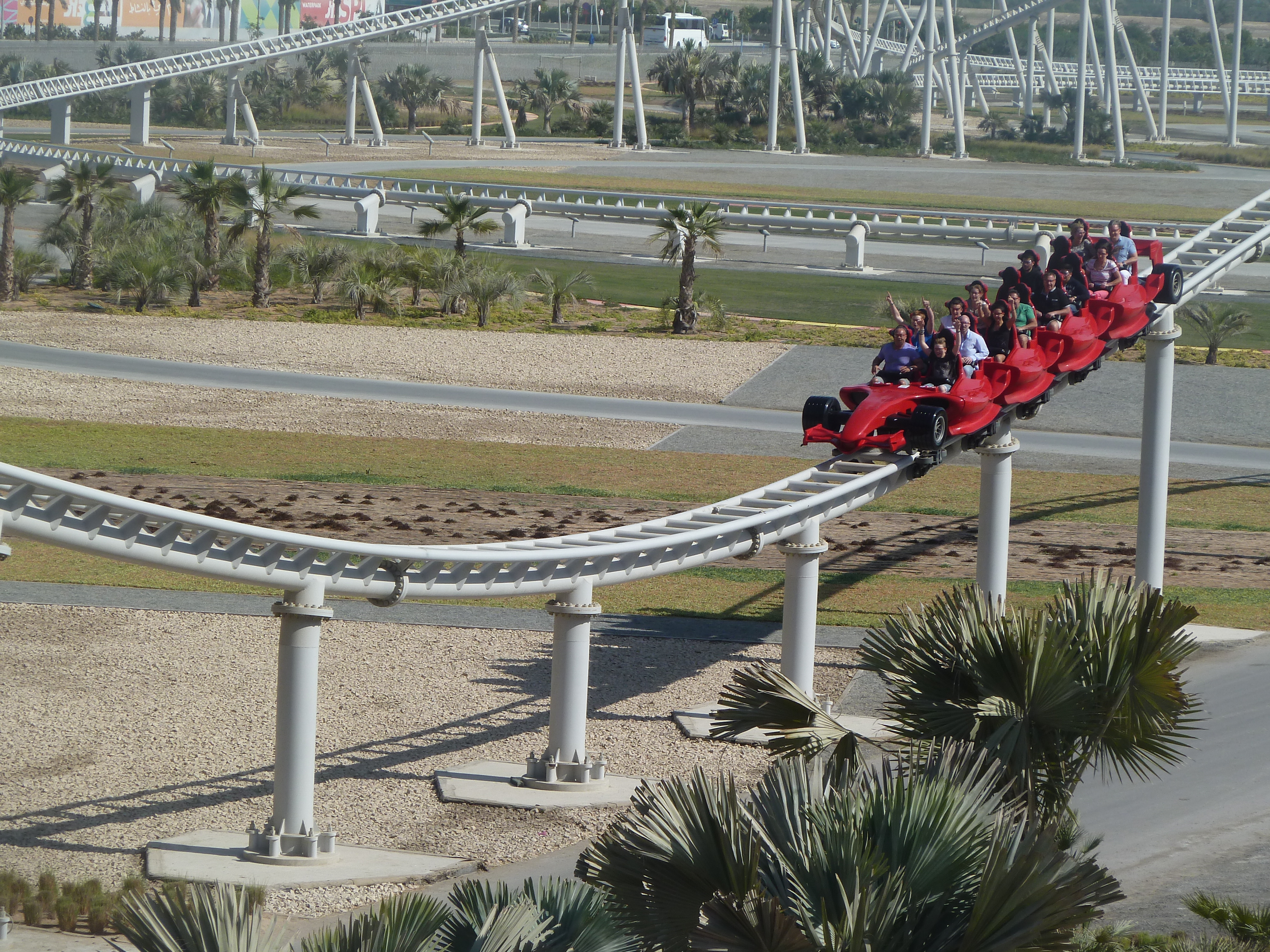
ترن هوایی فرمولا رسا که هم‌اکنون با سرعت ۲۴۰ کیلومتر در ساعت به عنوان سریع‌ترین ترن هوایی جهان شناخته می‌شود.
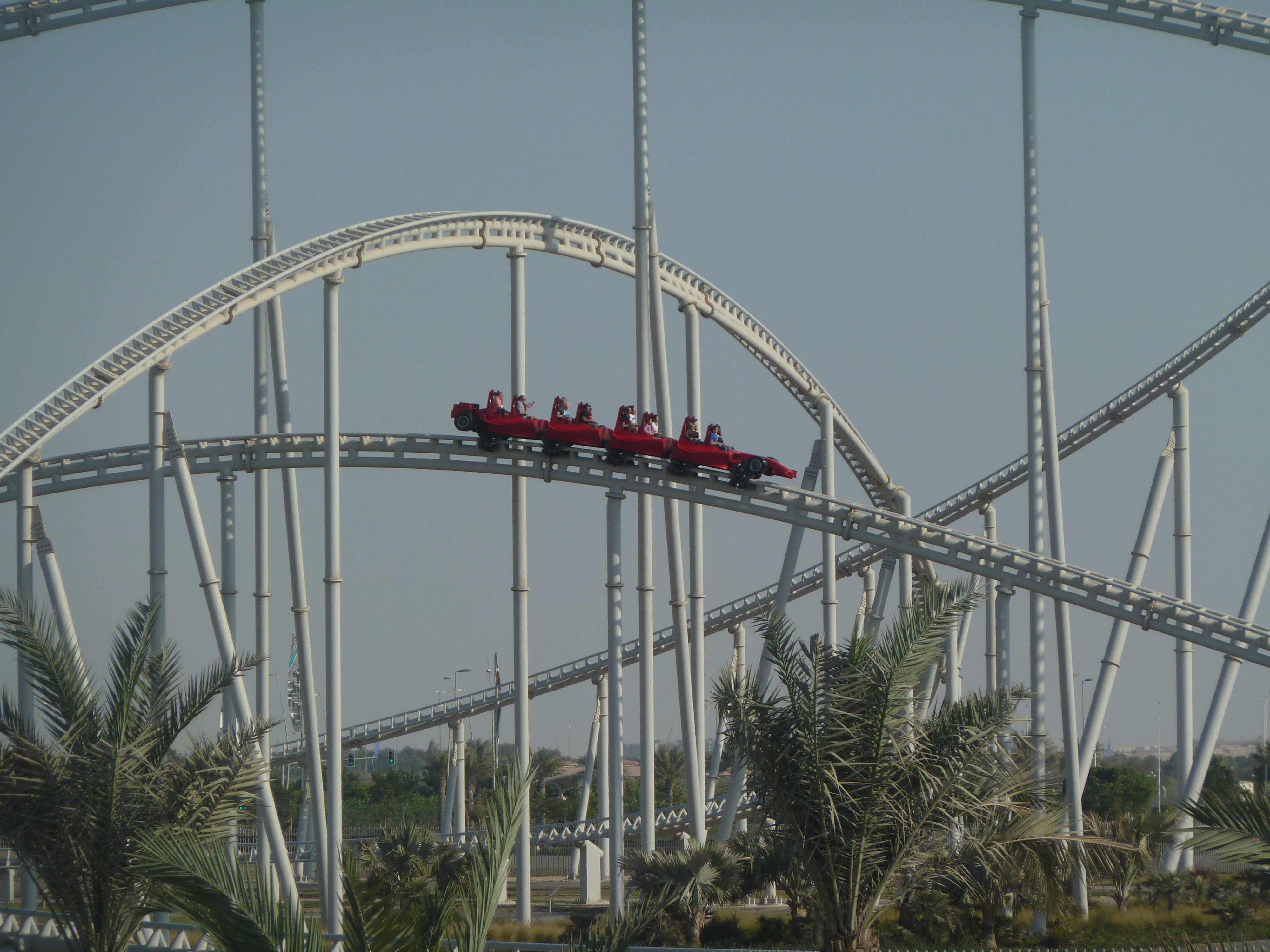
ترن هوایی فرمولا رسا که هم‌اکنون با سرعت ۲۴۰ کیلومتر در ساعت به عنوان سریع‌ترین ترن هوایی جهان شناخته می‌شود.
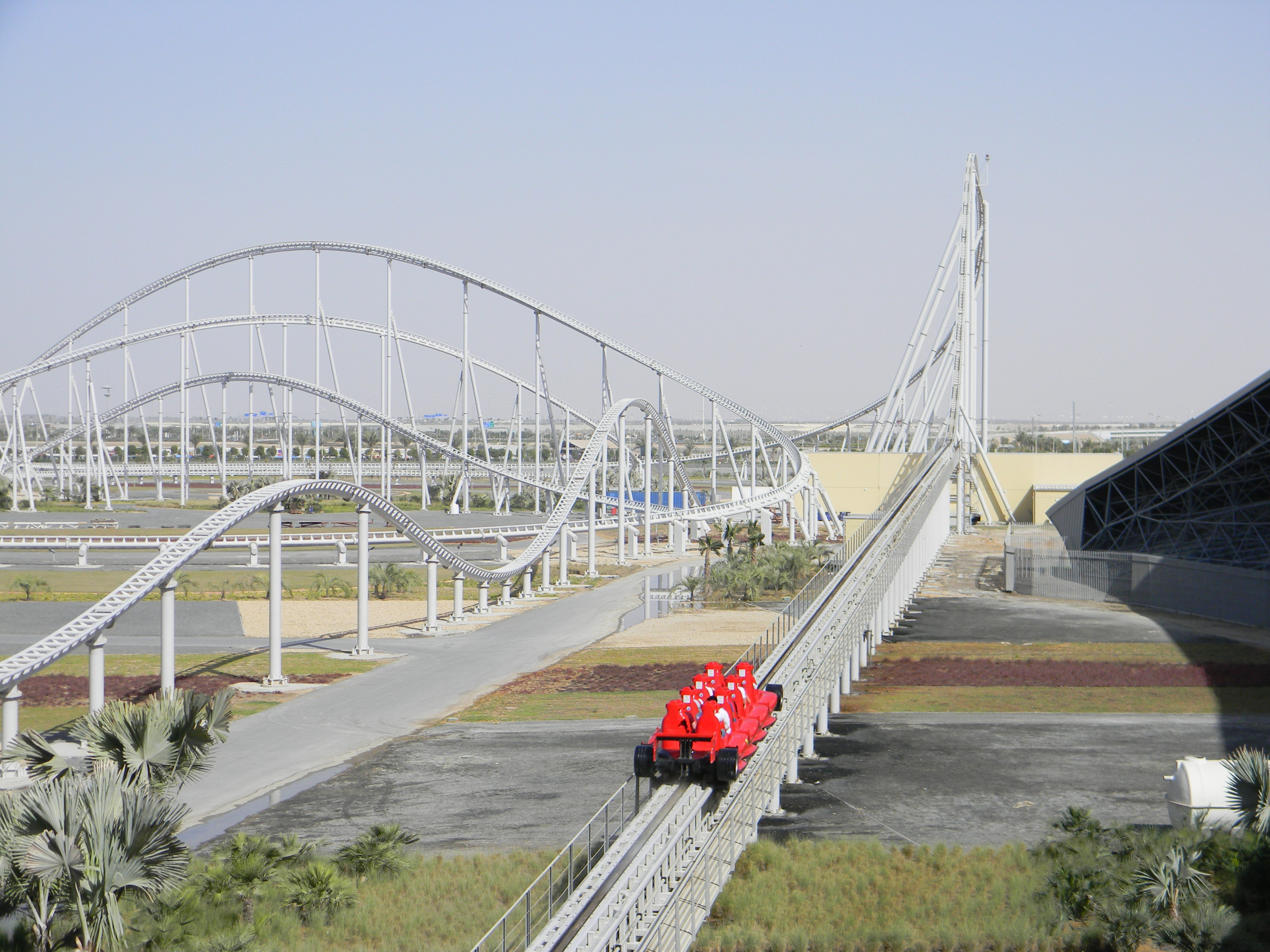
ترن هوایی فرمولا رسا که هم‌اکنون با سرعت ۲۴۰ کیلومتر در ساعت به عنوان سریع‌ترین ترن هوایی جهان شناخته می‌شود.
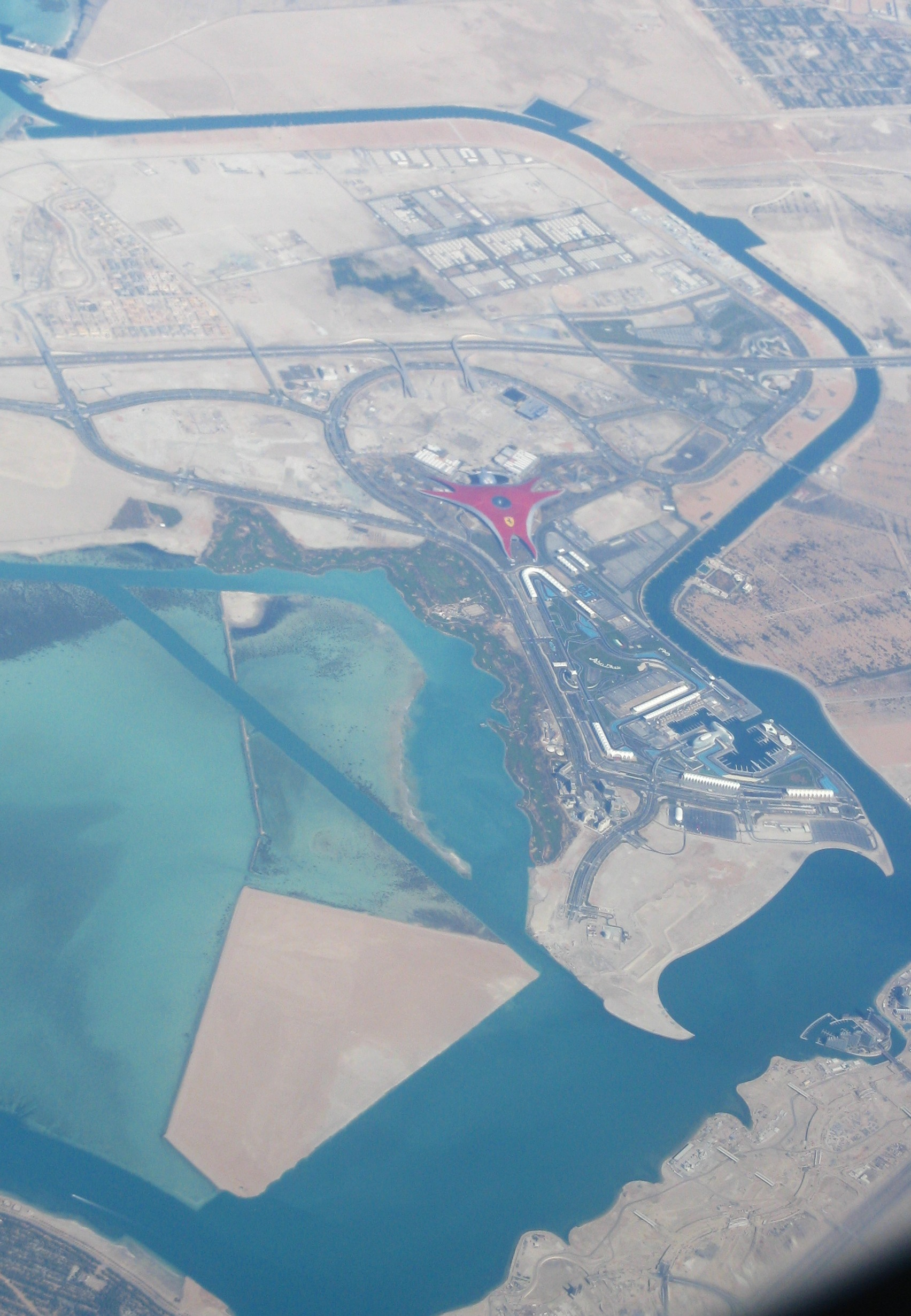
تصویری هوایی از دنیای فراری در جزیره یاس در ابوظبی.